# 绢毛委陵菜
绢毛委陵菜（学名：Potentilla sericea）是蔷薇科委陵菜属的植物。分布于 蒙古、俄罗斯以及中国大陆的甘肃、新疆、内蒙古、西藏、黑龙江、吉林等地，生长于海拔600米至4,100米的地区，多生长于砂地、草地、山坡草地、河漫滩和林缘，目前尚未由人工引种栽培。

## 异名
- Potentilla polyschista Boiss.
- Potentilla sericea L. var. polyschista (Boiss.) Lehm.